# Estados da Colômbia

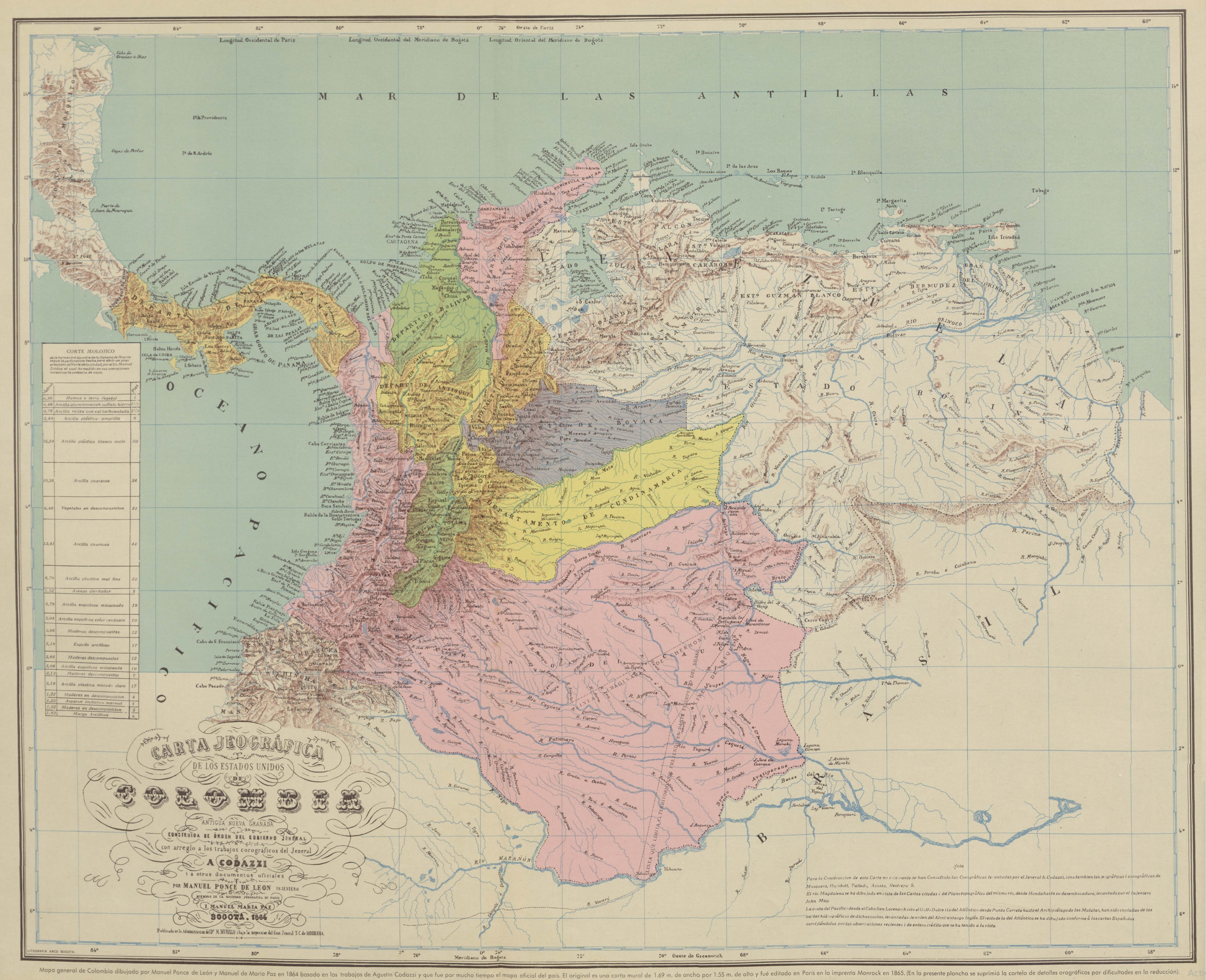
Os Nove Estados Soberanos

Os Estados da Colômbia existiram em 27 de fevereiro de 1855, na República de Nova Granada e a Confederação Granadina, onde eles foram chamados de "estados federais". Nos Estados Unidos da Colômbia eles eram chamados de "estados soberanos" (embora eles não fossem de todo estados soberanos no sentido moderno da palavra).
Em 1886, a República da Colômbia aboliu os estados e dividiu o país em departamentos.

## República de Nova Granada
A estrutura centralista que veio a ser na República de Nova Granada após o desmantelamento da Grã-Colômbia e que foi ratificada pela constituição de 1843, foi logo desafiada; particularmente as províncias de Azuero, Chiriquí, Panamá, e Veraguas, que estavam exigindo um status autônomo. A Constituição de 1853 abriu o caminho para que em 27 de fevereiro de 1855 o Estado Soberano do Panamá pudesse ser criado dentro da República de Nova Granada.
Logo outros seguiram o exemplo, o regionalismo era muito forte e, a fim de evitar um colapso como o da Grande Colômbia, com a Venezuela e o Equador, o Congresso permitiu a criação de outros estados federais:
- O Estado Soberano de Antioquia foi criado a partir da província de Antioquia em 11 de junho de 1856.[1]
- O Estado Soberano de Santander, que incluiu as províncias de Socorro e Pamplona, foram criadas em 13 de maio de 1857.[2]

A Lei de 15 de junho de 1857, criou os outros estados que iriam formar a Confederação Granadina:
- O Estado Soberano de Bolívar (Estado Federal de Bolívar), que incluiu a Cartagena (província).
- O Estado Soberano de Boyacá (Estado Federal de Boyacá), que incluiu as províncias de Tunja, Tundama, Casanare, e os cantões de Chiquinquirá e Vélez.
- O Estado Soberano de Cauca (Estado Federal de Cauca), que incluiu as províncias de Buenaventura, Chocó, Pasto e Popayán e o Território Caquetá.
- O Estado Soberano de Cundinamarca (Estado Federal de Cundinamarca), que incluiu as províncias de Mariquita, Bogotá e Neiva.[3]
- O Estado Soberano de Magdalena (Estado Federal de Magdalena), que incluiu as províncias de El Banco, Padilla, Santa Marta, Tenerife e Valledupar.

A nação foi formada pela união destes Estados soberanos que foram confederados em perpetuidade para formar uma Nação Soberana, livre e independente sob o nome da “Confederação Granadina”.

## Confederação Granadina
Em 1858, o novo distrito eleitoral, composto em sua maioria de conservadores, convocou e assinou a Constituição para a Confederação Granadina de 1858., confirmando Bogotá como sua capital federal.
Em 12 de julho de 1861, depois de levantar em armas contra o governo constitucional do presidente Mariano Ospina Rodríguez, o general Tomas Cipriano de Mosquera criou o Tolima (estado), esculpido de Estado Soberano de Cundinamarca. Isto foi confirmado e legalizado pelos demais estados da União Colombiana, por meio do Artigo 41 do Pacto da União em 20 de setembro de 1861, reafirmando a legalidade do institucionalismo de Tolima

## Estados Unidos da Colômbia (1863-1886)

Divisões políticas dos Estados Unidos da Colômbia em 1864.

Os Estados Unidos da Colômbia foi dividido em nove estados federais, chamados "estados soberanos" sob a constituição de 1863.  A divisão territorial interna dos estados foi definida pela legislatura de cada estado. Os estados foram os seguintes:
| Estado       | Capital                                       | Subdivisão    |
| ------------ | --------------------------------------------- | ------------- |
| Antioquia    | Medellín                                      | Departamentos |
| Bolívar      | Cartagena das Índias                          | Províncias    |
| Boyacá       | Tunja                                         | Departamentos |
| Cauca        | Popayán                                       | Municípios    |
| Cundinamarca | Bogotá                                        | Departamentos |
| Magdalena    | Santa Marta                                   | Departamentos |
| Panamá       | Panamá                                        | Departamentos |
| Santander    | Pamplona, Bucaramanga, El Socorro             | Departamentos |
| Tolima       | Purificación, Neiva, Natagaima, Guamo, Ibagué | Departamentos |

As capitais de Santander e Tolima mudaram várias vezes.

## República da Colômbia
A Constituição colombiana de 1886 converteu os estados em departamentos, os presidentes foram renomeados como governadores.